# 遺精
夢遺，別稱遺精。夢遺是在睡眠中身體自發的性兴奋，包括男性的射精、女性的陰道濕潤或兩性的性高潮（或兩者皆有）而致。夢遺是由睡眠機制所推動，所以可能在一天中的任何睡眠時間發生，不限於夜間。

## 起因
男性的首次夢遺常見於青春期，是進入青春期或性發育成熟的徵兆，此後夢遺可能在成年男性的一生中持續發生。在生殖系統持續生產精液的運作下，精液可能會不定期藉由夢遺射出，如此來身體持續製造和儲存新鮮的精液與精子，夢遺是身體管理精液品質的機制，無法受男性的意願控制，性生活頻繁的男性也可能夢遺。夢遺可能會讓男性當下從睡夢中醒來，有些時候也會維持入睡，無論睡眠是否受夢遺中斷，通常男性會感受到夢遺射精帶來的快感。儘管夢遺是男性日常生活的自然現象，少部份的男性一生中從未或極少夢遺，未曾夢遺不是不正常的事，並非不孕或缺乏精液的指標。

## 文化
不少地區文化對夢遺存在迷思，夢遺常被與好色或淫蕩連結在一起，有些民間信仰則相信夢遺是因為靈界的侵擾，使男性流失精氣。

## 成分
由於收集夢遺所射出來的精液有一定難度，所以只有相對較少的研究探討它的成分。在最大規模的研究，其中的樣本包括從10名患有特發性不射精症的男性身上採集的遺精。精液濃度相當於來自相同男性以陰莖震動刺激所獲得的樣品，雖然精子在遺精樣本中的蠕動百分比和正常形態較高。

## 頻率
在詳細的研究中，男性和女性報告說，他們的夢中約有80％含有某種形式的與性有關的活動。百分之四的性夢能令其達至性高潮。

### 男性
男性的平均夢遺頻率範圍約为每週0.36至0.18次，15歲男性約每兩週夢遺一次，19歲男性約每三週夢遺一次，40歲男性約每四至五週夢遺一次，50歲男性約每兩个月夢遺一次，已婚男性的平均夢遺頻率範圍約为每週0.23至0.15次 :190。
夢遺在男性之中相當普遍，在美國 83％的男性表示自己有夢遺，印度尼西亞的調查顯示，97％的24歲男性有夢遺。
影響男性夢遺頻率的一個潛在因素，是他們是否有服用基於睾丸激素的藥物。在1998年，芬克爾斯坦等人的研究指出，男生報告他們的睾酮劑量增加後，夢遺的數量亦隨之大幅增加，從沒有接受治療的受試者的17％升至高劑量受試者的90％。
金賽博士的調查指出，許多男性是透過夢遺而初次體驗射精:190，越來越多男性是經由自慰而初次體驗射精:299。

### 女性
夢遺的頻率是因人而异且變化很大，就像男性一樣。1953年，金賽發現近40％他採訪的女性中有一次或多次夜間高潮或遺精。報告遇到這事的女性表示，她們通常一年幾次会这樣，有人早在13岁發生。金賽定義女性夜間的性高潮为睡眠期間性喚起，喚醒一次以體驗性高潮的经歷。研究發現男孩和男性比女孩和女性有更多的自發性夜間性經驗，但女性可能比男性更加難以確定有否夢遺，因為男性射精通常與性高潮有關，而陰道的潤滑程度與其他因素(如飲食習慣、情緒、壓力、月經週期等)可能並不表示有否發生性高潮。

### 清醒夢
性活動是清醒夢的一個常見的主題。在1983年的試驗研究，已確認人在多大程度的清醒夢中的性活動將反映在其生理上。

## 誘發因素

### 生理
- 性器官（如兩性的會陰、男性的陰莖及/或陰囊、女性的陰蒂及/或陰唇）受到內褲、棉被[註 3]、其他東西或動作（如睡覺時轉身）刺激[4][3][13][2][1][18][19]。
- 睪固酮升高，導致男性精液生產過多或女性陰道濕潤（女性體內的睪固酮含量與排卵有直接關係）[18]。
- 睡前喝太多水[13]。
- 憋尿[13]。
- 飲酒[13]。

### 心理
- 春夢（綺夢）[註 4][4][3][1][18]。
- 接觸情色或色情等會導致性刺激的事物[13][18][19]。
- 壓力大[13][18]。

### 病理
- 前列腺炎[13]。
- 包皮炎[13]。
- 包皮垢刺激[18][19]。

## 預防措施
在維持身體健康的狀況下，儘管沒有完全阻止夢遺的方式，不過普遍認為有一些方法能夠減少夢遺發生的機會。
- 睡前別喝太多水[1]。
- 睡前別吃得過飽或飲酒[3][4]。
- 睡前小便[3][4]。
- 睡覺平躺或側睡，避免趴睡[1][3][4]。
- 避免接觸情色或色情內容[1][3][4]。
- 睡覺時穿著寬鬆的衣物[3][4][13][20]。

## 外部連結
青春期資訊
- 中華民國衛生福利部國民健康署-健康九九網站-青春好漾館 （繁體中文）（页面存档备份，存于）
- 香港特別行政區政府衛生署學生健康服務-性教育 （繁體中文）（页面存档备份，存于）
- 香港家庭計劃指導會-性問性答-射精及夢遺 （繁體中文）（页面存档备份，存于）